# Margarethenhof (Trier)
Der Margarethenhof ist ein Kulturdenkmal in der Bernhardstraße im Trierer Stadtteil Heiligkreuz. Das heutige Gebäude ist aus der früheren Villa Neuerburg am selben Standort hervorgegangen.

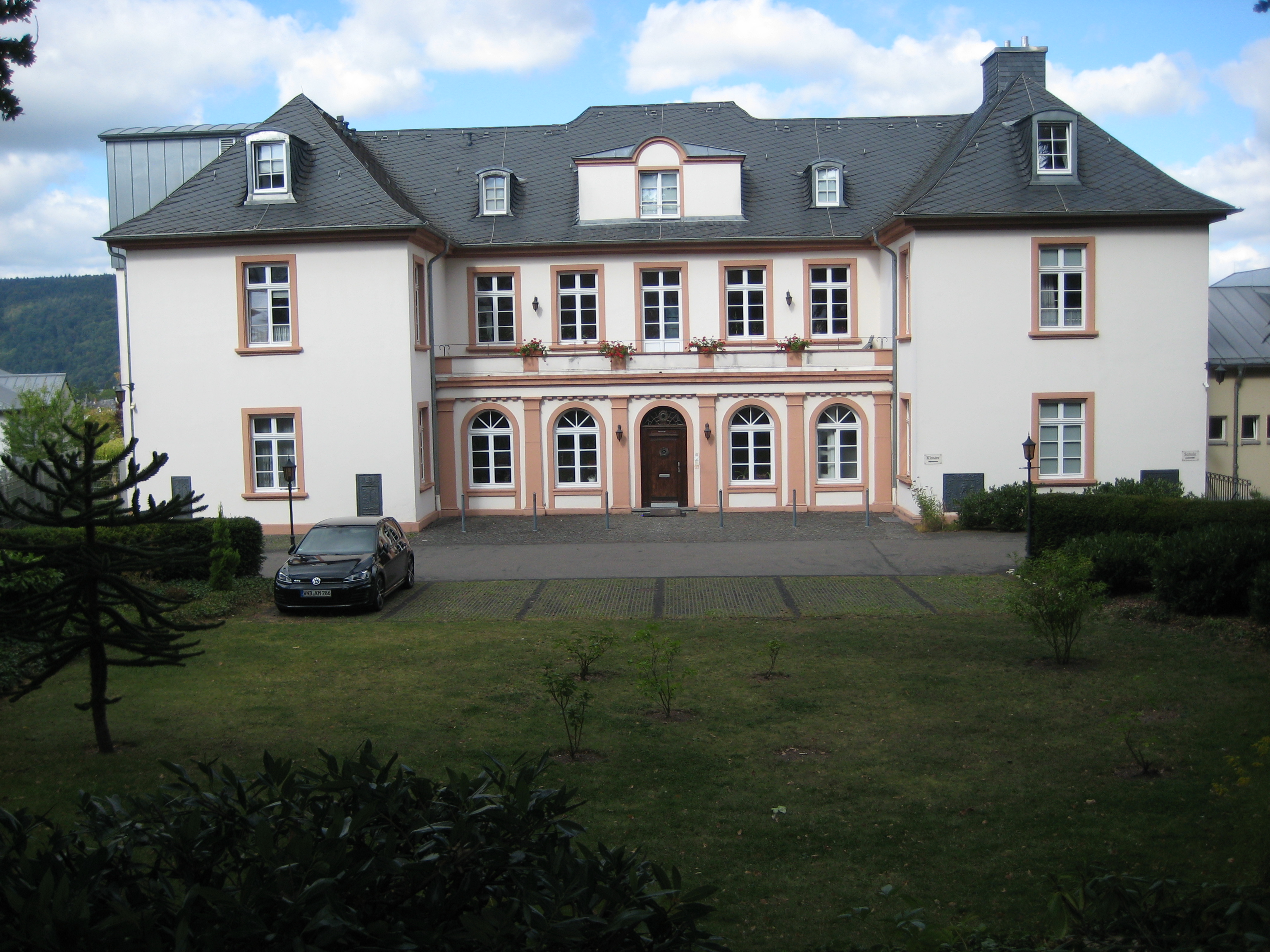
Ansicht des Margarethenhof im Jahr 2018

## Beschreibung
Es ist ein gediegener Dreiflügelbau, errichtet aus dem für die Region typischen Sandstein, mit Walmdächern und einem eingeschossigen Pförtnerhaus. Er entstammt in der jetzigen Form der Reformarchitektur des frühen 20. Jahrhunderts. Der Kern ist jedoch wesentlich älter. Das Gelände ist mit einer alten Umfassungsmauer begrenzt und nicht öffentlich zugänglich.

## Geschichte
Auf Betreiben des Bischofs Wilhelm Arnoldi gründete im Jahr 1853 die Ordensgemeinschaft der Ursulinen in Trier eine Filiale ihrer Niederlassung vom Calvarienberg (Ahrweiler) in der Nähe des Trierer Doms. Dort wurde eine Schule für höhere Töchter eingerichtet. Infolge des Kulturkampfes verließen die Schwestern Trier. Nach der Rückkehr und der Wiedereröffnung war der alte Standort bald zu klein. Der Bau des Magaretenhof begann 1893. Kloster, Pensionat und Mädchenschule, in der ab 1908 auch das Abitur abgelegt werden konnte, waren gemeinsam in dem Haus untergebracht.
An der Stelle befand sich vorher die sogenannte Villa Neuerburg – die einzige ihrer Art am Heiligkreuzer Hang. Reste dieses Gebäudes bildeten den Kern des Neubaus. Das angrenzende Areal wurde zunächst als Weinberg, später nach der Gründung einer Brauerei in unmittelbarer Nachbarschaft auch als Hopfengarten genutzt. An diese Zeit erinnert noch eine nahe gelegene Ortsstraße, die den Namen Hopfengarten trägt.
Das Gebäude wurde im Zweiten Weltkrieg stark beschädigt, sodass der Schulstandort nach St. Maximin verlagert werden musste. In unmittelbarer Nachbarschaft zum Magaretenhof, der nach den Reparaturen der Kriegsschäden nun als Pensionat diente, wurde ein neues Kloster- und Schulgebäude errichtet und 1955 bezugsfertig. In den 1980er-Jahren wurde das Gymnasium ausgelagert. Lediglich die Realschule verblieb am Standort in der Bernhardstraße. Auch das Internat wurde geschlossen und 1992 die nun nicht mehr genutzten Gebäude wurden abgerissen. Die Wohnstätte der verbliebenen Schwestern wurde wieder in den Magaretenhof verlegt, der bis heute als Kloster genutzt wird.